# Attavante Attavanti
Attavante Attavanti (Castelfiorentino, 1452 – 1517) fu un famoso miniaturista nella Firenze di Lorenzo il Magnifico.

## Biografia
Fu allievo di Andrea del Verrocchio, anche se qualche critico d'arte ipotizzò Domenico Ghirlandaio come maestro.
Suoi codici sono custoditi nella Biblioteca vaticana e in varie biblioteche d'Europa, tra i quali i Codici corviniani, richiesti da Mattia Corvino d'Ungheria, i Messali della Biblioteca Vaticana e di Bruxelles, e il Marcianus Capella, conservato a Venezia.
Il suo stile è stato accostato a quello di Domenico Ghirlandaio.